# Ophioplinthaca abyssalis
Ophioplinthaca abyssalis är en ormstjärneart som beskrevs av Cherbonnier och Sibouet 1972. Ophioplinthaca abyssalis ingår i släktet Ophioplinthaca och familjen knotterormstjärnor. Inga underarter finns listade i Catalogue of Life.